# ネルハ
ネルハ（スペイン語: Nerja）は、スペイン・アンダルシア州マラガ県のムニシピオ（基礎自治体）。地中海沿岸のコスタ・デル・ソルにあり、総人口の1/3がイギリス人である。1959年に発見されたネルハ洞窟がある。スペイン国内では、マドリードのプラド美術館、グラナダのアルハンブラ宮殿に次ぐ有数の観光地となっている。イスラーム支配時代の地名Narixa（豊かな泉、という意味）が現在の地名のもととなった。

## 歴史

### 古代
ネルハ最古の定住地は約2万年前にできた。新石器時代文化とエル・アルガル文化の痕跡が見つかっている。最初の定住地は地中海のそばにでき、大いなる遺産をもつネルハ洞窟はその時代を物語る。エル・アルガル文化は新石器時代に完成した。鉄器時代に入ると、南東側に半島が生まれた。この時代の定住地では、農業、家畜の飼育、陶器づくり、金属加工が行われた。
キリスト教伝来後のネルハの情報は少ない。イベリア人の一部族バステタノ族とフェニキア人が移住したことだけが知られる。ギリシャ人の植民地は、ホメロスコペイオンとマイナケ（現在のマラガから27マイルの距離にあったとされる）の2箇所であった。ギリシャ人たちはトーレ・デル・マルに月の神の神殿をつくり、航海の安全を祈った。
マラガ地方は紀元前210年にローマに占領され、マラガ東部には3つのローマ人集落ができた。マエノバ（現在のベレス＝マラガ）、クラフィクルム（現在のトロクス）、デトゥンダ（現在のマロ）である。マロでは硬貨、墓碑、アンフォラといったものが多く発掘されている。同時代の遺跡でネルハに残るのは、モルタル基礎の水道橋、リオ・ラ・ミエルにあった窯の跡である。

### 中世
グアダレーテ河岸の戦いで西ゴート王国がイスラーム軍に敗退した711年は、重要な年である。歴史家トレメセンのアルマカリは、この町のことをNarichaと書いている。アル・アンダルスで花開いたイスラーム文化の影響はネルハにも及び、織物産業が王国経済の骨格となった。綿、羊毛、麻、高価な絹を用いて13,000人以上の職人が働いていた。進んだイスラーム科学を西欧言語に翻訳することも重要であった。自らの財産を持つことが可能であった女性たちは男性からの自立を謳歌し、整髪、農業、書道、占星術といった職業についていた。アラビア語由来の姓は今でも住民の間に残っている。
15世紀のカトリック両王によるレコンキスタ終了後も、マラガ周辺にはイスラーム教徒人口（モリスコ）が多く残っていた。改宗を拒否したモリスコたちが国外へ追放されるまで、ネルハの海岸部にはキリスト教、イスラーム教、ユダヤ教の文化が入り混じっていた。国外追放されるために海岸へ集められたユダヤ教徒たちが、互いに「シャローム」と言い合っていたという伝承がある。ユダヤ教徒の悲劇の運命はモリスコたちにも等しく降りかかり、彼らは数世代に渡っての土地を捨てて立ち去らなければならなかった。16世紀初頭のネルハは人もまばらであったという。現在のネルハ住民の多くは、500年前にキリスト教に改宗した元ユダヤ教徒の子孫であり、彼らは先祖からの姓を今も伝えている。
マラガ周辺にやってきたカスティーリャ人、アストゥリアス人、ガリシア人、バレンシア人たちは定期的にこの地で徴兵を行った。地中海側を荒らしまわるイスラーム海賊の攻撃が頻発したためで、住民は全て銃で自己防衛しなければならなかった。大砲のすえられた監視塔が、最も人口が密集する旧市街に残っている。この時代のネルハの経済は、農業と軍事でなりたっていた。度重なる海賊の攻撃は再度の人口流出を招いたため、1515年には大幅な自治憲章が与えられた。ネルハは、ベレス＝マラガの集落から分離して自治を獲得したのである。ネルハの土地は新たな住民にも分割されたが、土地の所有者になるには10年定住しなければならなかった。海賊の脅威にさらされながら、ネルハの人口は増加した。この時代の経済活動で突出したのは、蚕の飼育であった。

### 近現代
19世紀はネルハの黄金時代となった。スペイン・ブルボン家支配下で、町の道路は舗装され、新たな教会が築かれた。灌漑設備と技術が導入され、新たな産業が持ち込まれた。ワイン、ハチミツ、砂糖、小麦粉の輸出で町は恩恵を受けた。マラガやアルメリアに通じる主要道も敷かれた。
しかし、19世紀初頭のスペイン独立戦争、19世紀を通じたカルリスタ戦争でネルハ経済は打撃を受けた。19世紀末にはフィロキセラの流行でブドウが作れなくなった。職を求めて南アメリカ大陸へ渡る住民が急増し、人口が約7,000人に落ち込んだ。20世紀初頭にはコレラ、チフスが流行した。統計調査では住民のうち約400人が貧困にあえぎ家もない状態で、次第に自治体内は無秩序に陥り、グアルディア・シビルが介入した。
1936年のスペイン内戦勃発時、北アフリカにいたフランコ将軍に率いられた反乱軍のマラガ上陸は、ネルハ住民を恐怖に陥れた。フランコ軍の進軍を避けようと、アルメリアへ脱出をはかる者が続出したのである。ネルハ住民の多くは、爆撃から生き残り、降伏を選んだ。この後も困難な数年が続き、住民は飢餓にも苦しんだ。
1960年にはネルハ洞窟の一般公開が始まり、ネルハの経済を上向かせている。

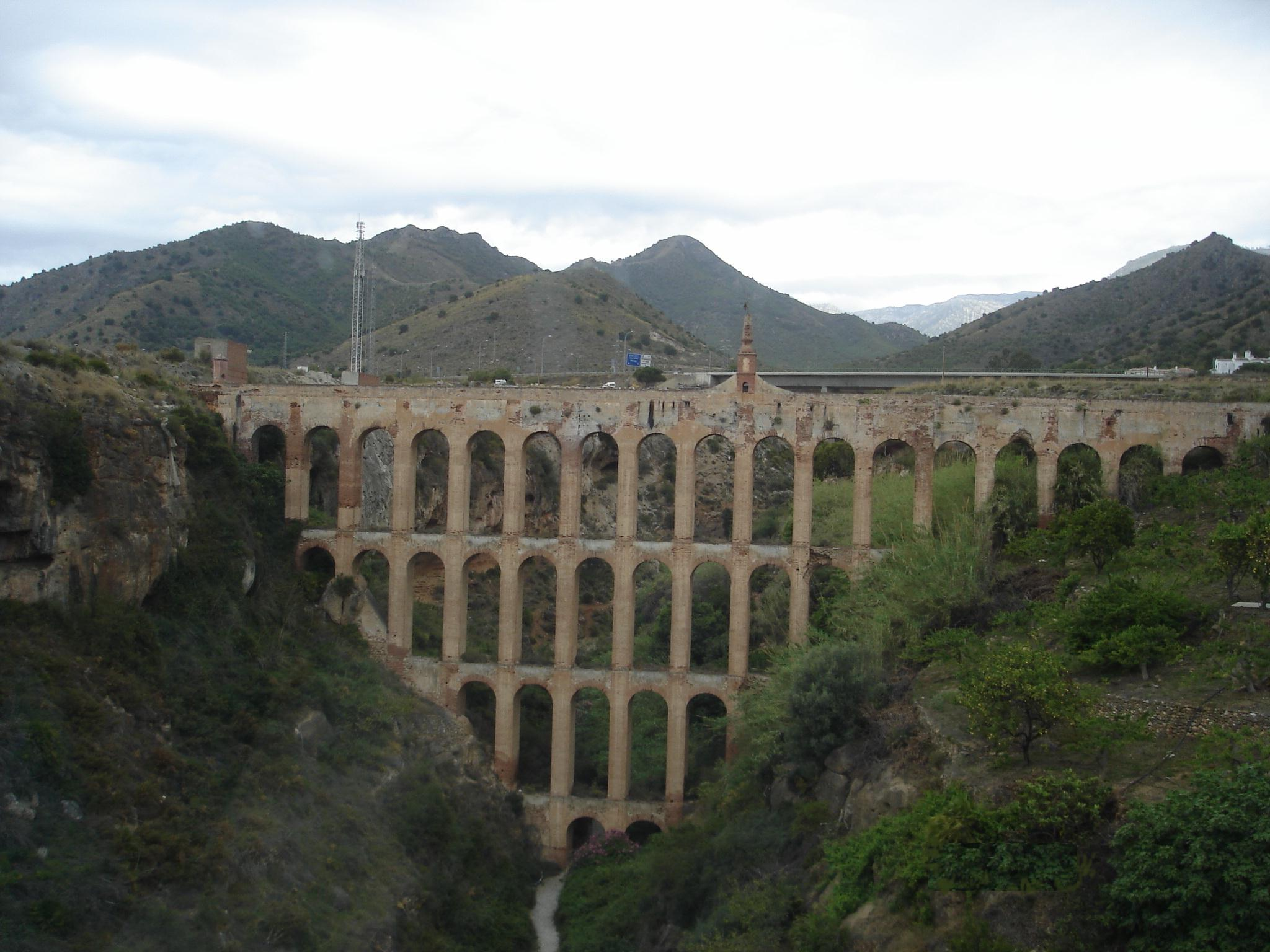
水道橋
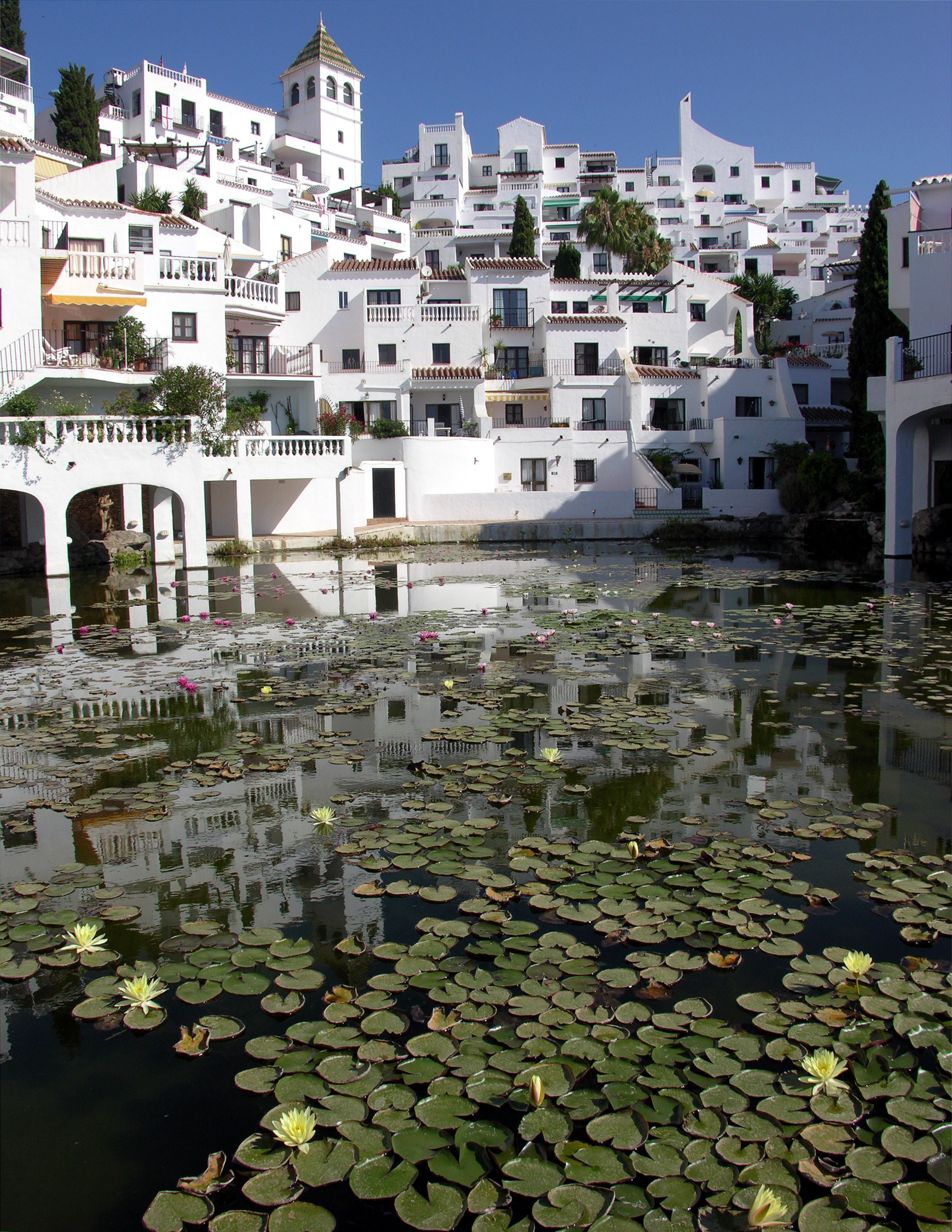
町並み
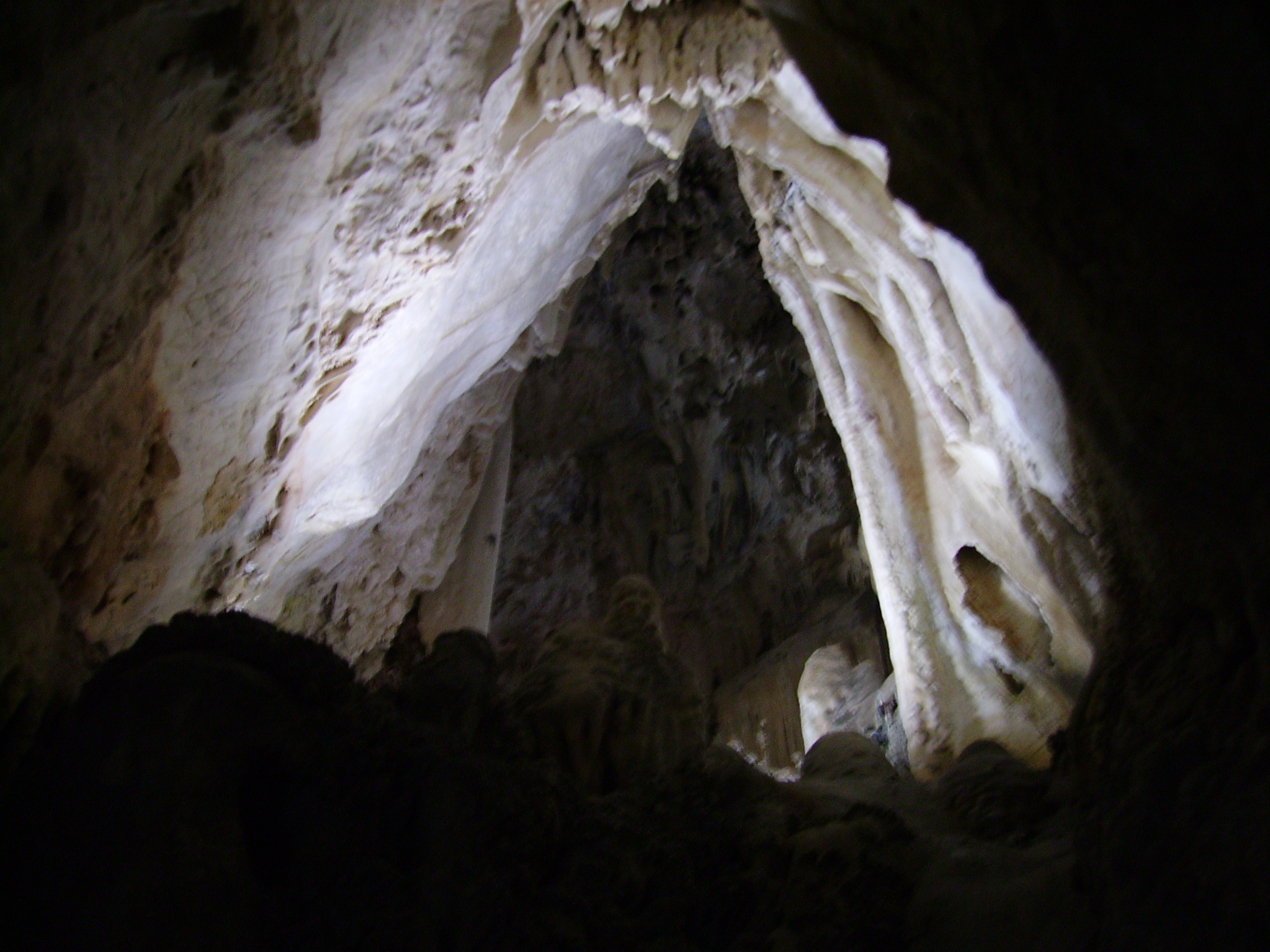
ネルハ洞窟
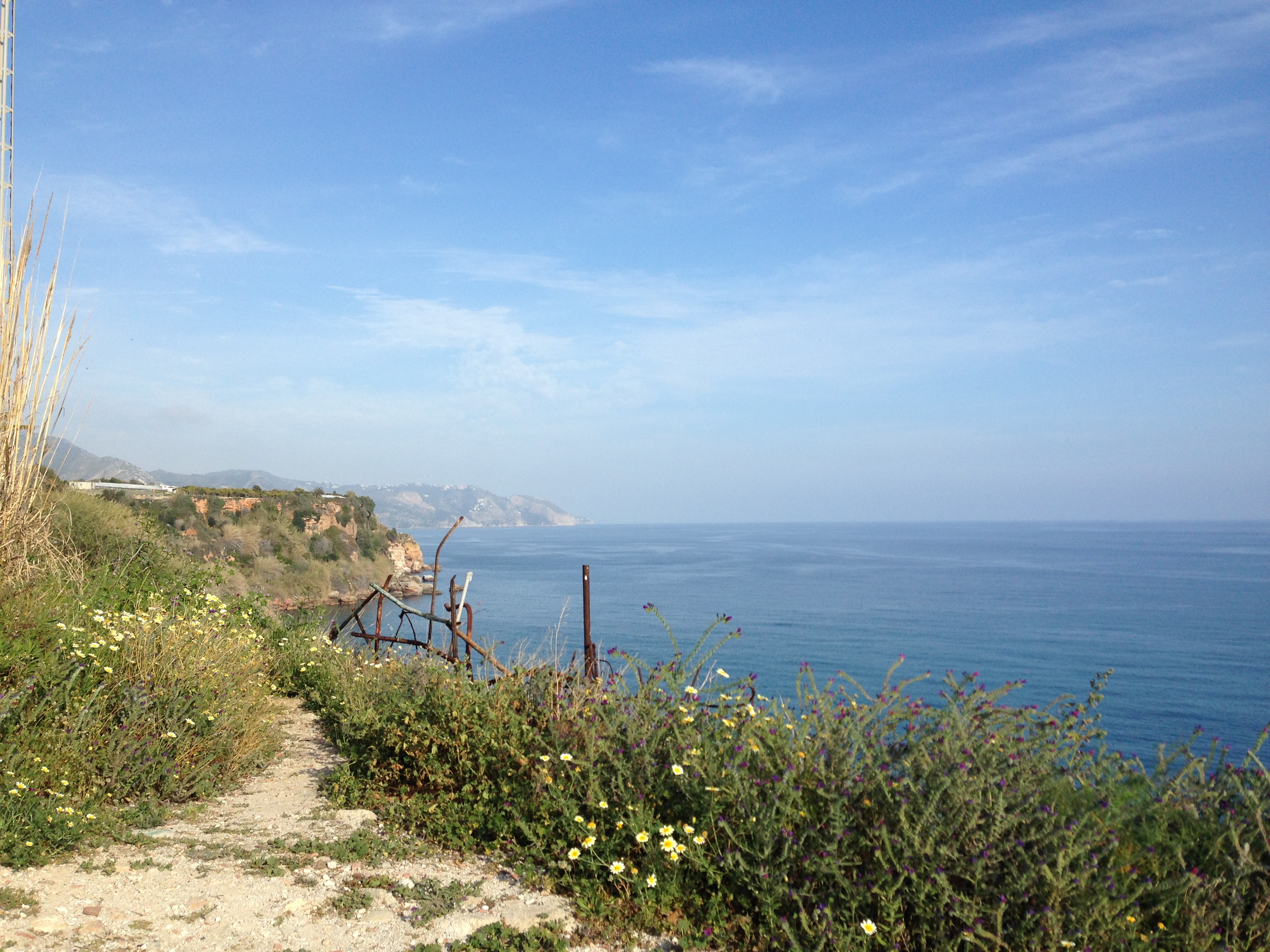
ネルハ近くの海岸

## 政治
| 任期      | 首長名                     | 政党    |
| --------- | -------------------------- | ------- |
| 1979–1983 | Antonio Jiménez Gálvez     | PCE-PCA |
| 1983–1987 | Antonio Villasclaras Rosas | AP      |
| 1987–1991 | Gabriel Broncano Rodríguez | PSOE-A  |
| 1991–1995 | Gabriel Broncano Rodríguez | PSOE-A  |
| 1995–1999 | José Alberto Armijo Navas  | PP      |
| 1999–2003 | José Alberto Armijo Navas  | PP      |
| 2003–2007 | José Alberto Armijo Navas  | PP      |
| 2007–2011 | José Alberto Armijo Navas  | PP      |
| 2011–2015 | José Alberto Armijo Navas  | PP      |
| 2015–2019 | Rosa María Arrabal Téllez  | PSOE-A  |
| 2019–2023 | n/d                        | n/d     |
| 2023–     | n/d                        | n/d     |

## 人口
| ネルハの人口推移 1842－2011                             |
|                                                         |
| 出典:INE（スペイン国立統計局）1900年 - 1991年、1996年 - |

## 姉妹都市
- ペーシャ、イタリア [3]
- サンフアン (アルゼンチン)、アルゼンチン